# یاسی‌کیشلا (گوینوجک)
یاسی‌کیشلا (به ترکی استانبولی: Yassıkışla) یک منطقهٔ مسکونی در ترکیه است که در گوینوجک واقع شده‌است.